# 阿哈尔姆山下埃宁根
阿哈尔姆山下埃宁根是德国巴登-符腾堡州的一个市镇。总面积23.16平方公里，总人口11049人，其中男性5363人，女性5686人（2011年12月31日），人口密度477人/平方公里。

## 友好城市
- 法國 沙尔略